# Episodi di Distretto di Polizia (ottava stagione)
L'ottava stagione della serie televisiva Distretto di Polizia, formata da 26 episodi, è andata in onda in prima serata su Canale 5, dal 4 settembre 2008 al 20 novembre 2008.
| nº | Titolo                    | Prima TV Italia   |
| -- | ------------------------- | ----------------- |
| 1  | Il tempo che ci resta     | 4 settembre 2008  |
| 2  | Lezioni di vita           | 4 settembre 2008  |
| 3  | Fino all'ultimo respiro   | 7 settembre 2008  |
| 4  | L'amore impossibile       | 7 settembre 2008  |
| 5  | La spirale dell'odio      | 11 settembre 2008 |
| 6  | L'ultima chiamata         | 11 settembre 2008 |
| 7  | Abuso di potere           | 18 settembre 2008 |
| 8  | Cassetta numero 37        | 18 settembre 2008 |
| 9  | Effetti collaterali       | 25 settembre 2008 |
| 10 | L'ultimo viaggio          | 25 settembre 2008 |
| 11 | Invisibili                | 2 ottobre 2008    |
| 12 | L'economia dei sentimenti | 2 ottobre 2008    |
| 13 | Una sconosciuta tra noi   | 9 ottobre 2008    |
| 14 | Fantasmi del passato      | 9 ottobre 2008    |
| 15 | L'arcano senza nome       | 16 ottobre 2008   |
| 16 | Colpevoli d'innocenza     | 16 ottobre 2008   |
| 17 | La legge dell'amore       | 23 ottobre 2008   |
| 18 | In ascolto                | 23 ottobre 2008   |
| 19 | Appuntamento al buio      | 30 ottobre 2008   |
| 20 | Fuori servizio            | 30 ottobre 2008   |
| 21 | Fino a prova contraria    | 6 novembre 2008   |
| 22 | Sorelle                   | 6 novembre 2008   |
| 23 | Il ladro di vite          | 13 novembre 2008  |
| 24 | La signora del giovedì    | 13 novembre 2008  |
| 25 | Gioco di coppia           | 20 novembre 2008  |
| 26 | Si muore due volte        | 20 novembre 2008  |

## Il tempo che ci resta
- Diretto da: Alessandro Capone
- Scritto da: Luisa Cotta Ramosino e Andrea Leanza

### Trama
Luca si prepara per iniziare una nuova avventura, con il suo nuovo incarico: dirigere il X Tuscolano. Il caso dell'episodio è di un uomo, Gaetano Bardoni, che uccide la fidanzata perché lo tradiva e che prende in ostaggio Anna perché fisicamente somiglia alla sua fidanzata defunta. Intanto Marco, fratello di Elena, è in debito con Gerace, gestore di una bisca, ma poi conosce Melissa, la quale gli presenta Valerio e Giulio Flaviano. Propongono di saldare il debito per Marco, se lui farà da autista per una rapina del giorno seguente. Tutti e tre fanno la rapina in banca ma Irene si trova casualmente sul posto. Dopo aver avvertito i colleghi, viene colpita da un colpo di pistola proprio da Marco, il quale poi fugge insieme ai fratelli Flaviano. Alessandro e Luca arrivano troppo tardi.
- Altri interpreti: Danilo Nigrelli (Saverio Patrizi), Eleonora Sergio (Melissa Poggi), Adelmo Togliani (Gaetano Bardoni).
- Ascolti Italia: telespettatori 4 813 000 – share 22%[1]

## Lezioni di vita
- Diretto da: Alessandro Capone
- Scritto da: Debora Alessi e Andrea Nobile

### Trama
Irene Valli viene portata in ospedale. Intanto, Luca e Raffaele inseguono la banda Flaviano, ma questi ultimi, avendo un abile pilota alla guida (il fratello di Elena Argenti), riescono a sfuggire alla polizia. Tutti al X Tuscolano sono sconvolti per quello che è successo a Irene, che resta per alcuni giorni sotto cure senza svegliarsi. Nel frattempo Elena e Raffaele si occupano dell’omicidio di un ragazzo, Antonio Servidei. Irene sembra migliorare ma alla fine peggiora e muore davanti a tutti i suoi amici. Nella stessa sera, Vittoria Guerra partorisce la sua bambina, il cui nome sarà Nina.
- Altri interpreti: Giovanni Argante (padre di Antonio Servidei), Sandra Franzo (dott.ssa Di Matteo, medico legale), Alessia Barela (Valeria Valli), Filippo Valsecchi (Stefano), Anna Ferruzzo (madre di Antonio Servidei), Eleonora Sergio (Melissa Poggi).
- Ascolti Italia: telespettatori 4 614 000 – share 25,26%[1]

## Fino all'ultimo respiro
- Diretto da: Alessandro Capone
- Scritto da: Francesco Balletta

### Trama
Dopo il funerale di Irene, Alessandro continua le indagini sulla banda delle rapine e scova un meccanico che avrebbe potuto aiutare i malviventi truccando le loro auto. Berti usa dei metodi non ortodossi per far parlare il meccanico e Luca è costretto a fermarlo. Intanto le attenzioni del Distretto si concentrano sul caso di Simone, un bambino rapito mentre era in auto con la madre. Luca capisce che i rapinatori sono troppo veloci rispetto alla media: conoscono i codici delle banche. Resta da sapere come.
- Altri interpreti: Giusi Cataldo (madre di Simone), Santo Bellina (padre di Simone), Eleonora Sergio (Melissa Poggi), Alessia Barela (Valeria Valli), Filippo Valsecchi (Stefano), David Brandon (Krueger), Gianna Paola Scaffidi (Veronica).
- Ascolti Italia: telespettatori 3 942 000 – share 19,80%[2]

## L'amore impossibile
- Diretto da: Alessandro Capone
- Scritto da: Andrea Valagussa

### Trama
Parmesan scopre che collegata al caso delle rapine, c'è anche un'azienda produttrice di casseforti. Raffaele scopre intanto che Anna frequenta un altro uomo. Nel frattempo al X Tuscolano arriva il caso di Sofia, una donna aggredita in casa e soccorsa dal vicino di casa, Marcello, anche se i poliziotti inizialmente sospettano di Cristiano, marito della donna. La faccenda si rivelerà più intricata del previsto.
- Altri interpreti: Chiara Conti (Sofia “Titti” Tizzani), Mario Lucarelli (Marcello Carotenuto), Stefano Molinari (Cristiano Tizzani), Gisella Marengo (signora Petrocelli), Eleonora Sergio (Melissa Poggi), Sandra Franzo (dott.ssa Di Matteo).
- Ascolti Italia: telespettatori 3 837 000 – share 21,20%[2]

## La spirale dell'odio
- Diretto da: Alessandro Capone
- Scritto da: Andrea Galeazzi

### Trama
Le indagini sulla banda delle rapine continuano: Benvenuto, insieme a Berti, Argenti e il resto della squadra vengono a conoscenza di un nuovo colpo dei rapinatori. Intanto si occupano del caso di Marlene Hoffmann la quale accusa di violenza l’ex marito Mario Bruni. 
- Altri interpreti: Marit Nissen (Marlene Hoffmann), Giuseppe Antignati (Mario Bruni), Eleonora Sergio (Melissa Poggi), Stefano Sarcinelli (collezionista), Anna Longhi (Armanda).
- Ascolti Italia: telespettatori 4 891 000  – share 23,75%[3]

## L'ultima chiamata
- Diretto da: Alessandro Capone
- Scritto da: Francesca Demichelis

### Trama
Dopo aver fallito nella cattura della banda, una strana telefonata ad Anna porta i poliziotti del X Tuscolano sul luogo di un nuovo omicidio, dove la vittima è un ladro acrobata che forse aveva visto troppo. Grazie ad un altro caso, Alessandro trova il coraggio di tornare sulla tomba di Irene.
- Guest star: Francesca Inaudi (Irene Valli).
- Altri interpreti: Elena Arvigo (moglie di Roberto Morelli), Massimiliano Pazzaglia (Roberto Morelli), Carla Cassola (Laura Amitrano), Eleonora Sergio (Melissa Poggi), Anna Longhi (Armanda).
- Ascolti Italia: telespettatori 4 891 000  – share 23,75%[3][4]

## Abuso di potere
- Diretto da: Alessandro Capone
- Scritto da: Valentina Pascarelli e Marco Tiberi

### Trama
Marchetti e Gori, il commissario Benvenuto e l'ispettore capo Berti scoprono che un tecnico della Talicam, agenzia di sicurezza banche, passa ai rapinatori i codici per permettere loro di compiere le rapine in tutta facilità. Il tecnico all'arrivo della Polizia è già morto, giacché Valerio e Giulio Flaviano, che hanno obbligato Marco a dirgli ogni progresso nelle indagini, tramite la sorella Elena, arrivano prima del X Tuscolano, uccidendo in tempo il tecnico.
- Altri interpreti: Rosanna Banfi (Ludovica Barbieri), Stefania Spugnini (vicina di Giuseppe e Vittoria), Barbara Abbondanza (dipendente di Barbieri), Lucia Rossi (Virna).
- Ascolti Italia: telespettatori 4 382 000 – share 23,29%[5]

## Cassetta numero 37
- Diretto da: Alessandro Capone
- Scritto da: Giorgio Grossi

### Trama
Dopo l'uccisione del tecnico della Talicam, gli uomini del X Tuscolano riescono a risalire a una bisca clandestina gestita dal camorrista Luciano Gerace, tramite un addetto al recupero crediti arrestato mentre andava a trovare il defunto tecnico della Talicam. Dopo aver arrestato il boss, Benvenuto e gli altri fermano anche Melissa, la fidanzata di Giulio Flaviano. Nel frattempo si indaga sul curioso caso di due ragazzi che hanno inscenato una rapina.
- Altri interpreti: Andrea Simonetti (finto rapinatore), Rodolfo Castagna (finto rapinatore), Eleonora Sergio (Melissa Poggi), David Brandon (Krueger), Anna Longhi (Armanda).
- Ascolti Italia: telespettatori 4 382 000 – share 23,29%[5][4]

## Effetti collaterali
- Diretto da: Alessandro Capone
- Scritto da: Debora Alessi e Andrea Leanza

### Trama
Mentre Luca segue la traccia del clan camorrista di Gerace, venendo ostacolato dalla DIA di Patrizi, Alessandro, fidandosi del suo istinto poliziesco, aggancia Melissa. Nel frattempo la squadra si occupa dell'omicidio di una donna, Marina, la moglie di Fulvio Bellingeri.
- Altri interpreti: Alfredo Pea (Fulvio Bellingeri), Damiano Russo (Claudio Bellingeri), Eleonora Sergio (Melissa Poggi), Danilo Nigrelli (Saverio Patrizi), Sandra Franzo (dott.ssa Di Matteo), Pino Quartullo (Klaus Vincenzi).
- Ascolti Italia: telespettatori 4 937 000 – share 20,54%[6]

## L'ultimo viaggio
- Diretto da: Alessandro Capone
- Scritto da: Maurizio Careddu e Monica Mariani

### Trama
Alessandro decide di continuare a vedere Melissa di nascosto, rischiando la propria vita. Nel mentre Luca segue ancora la pista della camorra ottenendo la collaborazione di Patrizi. Il resto della squadra si occupa del suicidio di una donna anziana, malata tumorale, Maria Cardone. La verità che emerge è inquietante.
- Altri interpreti: Pino Quartullo (Klaus Vincenzi), Anna Longhi (Armanda), Eleonora Sergio (Melissa Poggi), Sergio Solli (Carandrello), Gianni Franco (direttore di banca Magrelli), Danilo Nigrelli (Saverio Patrizi), Imma Piro (Donatella Cardone).
- Ascolti Italia: telespettatori 4 937 000 – share 20,54%[6][4]

## Invisibili
- Diretto da: Alessandro Capone
- Scritto da: Leonardo Marini

### Trama
Dopo aver rischiato di morire, Alessandro coinvolge i compagni nella ricerca di Melissa, ma cade in una trappola dei fratelli Flaviano. Gli altri si occupano dell'omicidio di un capocantiere: quello che prima sembrava solo un caso di vendetta personale, nasconde in realtà uno scenario molto più complicato.
- Altri interpreti: Riccardo Montanaro (sindacalista), Eleonora Sergio (Melissa Poggi), Sandra Franzo (dott.ssa Di Matteo), Pino Quartullo (Klaus Vincenzi), Irma Carolina Di Monte (Adele).
- Ascolti Italia: telespettatori 4 544 000 – share 18,69%[7]

## L'economia dei sentimenti
- Diretto da: Alessandro Capone
- Scritto da: Mario Mucciarelli

### Trama
Luca e gli altri ricevono una soffiata da Melissa, scampata fortunatamente all'attentato dei Flaviano, che li porta al ritrovamento delle armi delle rapine in un deposito al cui interno si trova Gerace. Le indagini sembrano quindi terminate, anche se Luca e Alessandro dubitano ancora.
- Altri interpreti: Mia Benedetta (Sonia Paschi), Eleonora Sergio (Melissa Poggi), Anna Longhi (Armanda), Danilo Nigrelli (Saverio Patrizi), Pino Quartullo (Klaus Vincenzi).
- Ascolti Italia: telespettatori 4 544 000 – share 18,69%[7][4]

## Una sconosciuta tra noi
- Diretto da: Alessandro Capone
- Scritto da: Mara Perbellini

### Trama
Il gruppo del X Tuscolano si occupa di una giovane extracomunitaria, Samira, che faceva la tata in una famiglia, quella dei Bernardini, ricattata da un usuraio. Nel frattempo Luca e Alessandro sono alla ricerca degli assassini di Irene e mettono sotto torchio il boss Gerace, avendo intuito che il boss è stato incastrato. Samira diventa la tata di Vittoria per curare la piccola Nina. Melissa deve essere curata in ospedale e il fidanzato la lascia davanti a un pronto soccorso.
- Altri interpreti: Luca Martella (Bernardini), Frida Bruno (Monica), Anna Longhi (Armanda), Eleonora Sergio (Melissa Poggi), Gianna Paola Scaffidi (Veronica), Danilo Nigrelli (Saverio Patrizi), David Brandon (Krueger), Pino Quartullo (Klaus Vincenzi).
- Ascolti Italia: telespettatori 4 775 000 – share 19,46%[8][4]

## Fantasmi del passato
- Diretto da: Alessandro Capone
- Scritto da: Luisa Cotta Ramosino e Andrea Nobile

### Trama
Anna e Raffaele si occupano di un caso che vede coinvolta Alessia Ferrari, stuprata anni prima e ora accusata di essersi vendicata sul colpevole. Intanto Melissa Poggi viene uccisa in ospedale dal cognato con Berti, Benvenuto e la Argenti che arrivano in ritardo.
- Guest star: Francesca Inaudi (Irene Valli).
- Altri interpreti: Eleonora Sergio (Melissa Poggi), Daniela Fazzolari (Alessia Ferrari), Andrea Sartoretti (Federico Bergamini), Anna Longhi (Armanda).
- Ascolti Italia: telespettatori 4 775 000 – share 19,46%[8][4]

## L'arcano senza nome
- Diretto da: Alessandro Capone
- Scritto da: Andrea Leanza

### Trama
La morte di Melissa scatena una profonda crisi nel Distretto. Soprattutto in Alessandro, che si sente responsabile e decide di prendersi una pausa: una sera in un locale, ubriaco, viene picchiato e quindi trova riparo a casa di Elena. Dopo la risoluzione di un misterioso caso di omicidio in cui è rimasta vittima una cartomante, però, giunge la notizia che Melissa non si è suicidata: forse c'è una traccia da cui ripartire. Nel frattempo Anna uccide per legittima difesa Federico Bergamini, il fidanzato di Alessia Ferrari che l’ha aggredita in casa sua; Gori però finisce nell’occhio del ciclone poiché Bergamini sembrerebbe essere stato disarmato.
- Altri interpreti: Andrea Sartoretti (Federico Bergamini), Daniela Fazzolari (Alessia Ferrari), Bruno Pavoncello (cliente della discoteca), Eleonora Sergio (Melissa Poggi), Sandra Franzo (dott.ssa Di Matteo), Pino Quartullo (Klaus Vincenzi).
- Ascolti Italia: telespettatori 4 467 000 – share 17,13%[9]

## Colpevoli d'innocenza
- Diretto da: Alessandro Capone
- Scritto da: Debora Alessi

### Trama
Anna, interrogata dopo l’accaduto, sostiene che Bergamini fosse armato mentre Alessandro decide di tornare in servizio.
Mentre Giulio Flaviano soffre d'astinenza, i nostri scoprono che la morfina usata dagli assassini di Irene viene acquistata grazie a un ricettario rubato, dunque riconoscibile: basta aspettare che tornino a fare la "spesa". Intanto devono risolvere il caso di una ragazza scomparsa 12 anni prima e ritrovata in coma in un bosco.
- Guest star: Luca Rigoni (se stesso).
- Altri interpreti: Fabrizio Bordignon (Renzo Giorgi), Lorenza Damiani (Paola), Gianni Garofalo (padre di Paola), Sandra Franzo (dott.ssa Di Matteo), Jerry Mastrodomenico (padre di Desirèe).
- Ascolti Italia: telespettatori 4 467 000 – share 18,79%[9]

## La legge dell'amore
- Diretto da: Alessandro Capone
- Scritto da: Andrea Nobile

### Trama
Gli ispettori del X Tuscolano si occupano di un caso che vede coinvolta una ragazza musulmana, Khadigia, picchiata e ripudiata dal marito Yusuf. Khadigia sostiene di non essere mai stata con un uomo e sarà compito di Anna e Elena capire cosa si celi dietro a questo mistero. Nel frattempo, Luca e Alessandro, che hanno mancato di un soffio la cattura di Giulio Flaviano fuori da una farmacia, ormai sono convinti: c'è una talpa che informa i criminali di ogni loro mossa.
- Altri interpreti: Anna Longhi (Armanda), Stella Rotondaro (Khadigia), Ornella Giusto (madre di Pietro), Pino Quartullo (Klaus Vincenzi), Hossein Taheri (Yusuf).
- Ascolti Italia: telespettatori 4 588 000 – share 17,96%[10]

## In ascolto
- Diretto da: Alessandro Capone
- Scritto da: Luisa Cotta Ramosino

### Trama
La morte di una ventenne coinvolge i nostri in un caso senza una apparente soluzione. I sospetti si concentrano sulle due coinquiline. Sarà una brillante intuizione di Anna a rivelare una ben più amara verità. Luca e Alessandro sospettano che sia Elena la talpa della banda che ha ucciso Irene. Il mattino seguente Elena va in carcere ma viene seguita da Alessandro che insieme a Luca ha scoperto che l'avvocato di Gerace l'aveva chiamata la sera prima per un incontro in carcere. Gerace le rivela che nella banda che ha ucciso Irene è coinvolto suo fratello Marco, il quale era in debito con il boss. Pur non credendoci, Elena torna a casa e mette sottosopra la camera di suo fratello e scopre in una borsa degli assegni bancari che Marco aveva usato per pagare i debiti.
- Altri interpreti: Paola Tiziana Cruciani (vicina di Loredana), Cristina D'Alberto Rocaspana (Loredana), Gianna Paola Scaffidi (Veronica), Pino Quartullo (Klaus Vincenzi), Antonio Grosso (Angelo Lodovini), Irma Carolina Di Monte (Adele).
- Ascolti Italia: telespettatori 4 588 000 – share 17,52%[10]

## Appuntamento al buio
- Diretto da: Alessandro Capone
- Scritto da: Paolo Angelini

### Trama
Marco ritorna a casa e scopre che Elena è stata in carcere a trovare Gerace. In quel momento giunge Alessandro, incaricato di pedinare Elena, e scopre che Marco ha realmente ucciso Irene durante la rapina; il ragazzo riesce a scappar via di casa. Luca ordina così ad Elena di non seguire più le indagini. Si indaga nel frattempo su un traffico di droga, portato alla luce grazie a Nic, il giovane amico di Luca. Alessandro e Raffaele scoprono l'agenzia immobiliare nella quale il fratello di Elena ha affittato un magazzino, nuovo covo dei Flaviano che intanto progettano un rapimento. Marco, dopo aver abbandonato la macchina, raggiunge il covo dei Flaviano a piedi e racconta che la polizia lo ha scoperto, decidendo di abbandonare la banda. La polizia giunge alla tana, ma i criminali riescono a fuggire, sebbene commettendo un errore: Giulio butta nel secchio un foglio sul quale era sottolineato il luogo del rapimento. Elena, a casa, scopre il volto di Giulio Flaviano tra le foto degli amici del fratello.
- Guest star: Francesca Inaudi (Irene Valli).
- Altri interpreti: Sara Filizzola Hartmann (Consuelo), Francesco De Rienzo (sfruttatore di Consuelo), Vanessa Daniela Villafane (sorella di Consuelo), Viola Graziosi (signora Renzi), Pino Quartullo (Klaus Vincenzi).
- Ascolti Italia: telespettatori 4 626 000 – share 17,62%[11]

## Fuori servizio
- Diretto da: Alessandro Capone
- Scritto da: Giorgio Grossi e Dante Palladino

### Trama
Il cadavere di un tassista viene rinvenuto in una zona di prostituzione. Le indagini si dirigono ben presto nel circuito omosessuale. La rivelazione sconvolge i figli dell'uomo. Intanto i Flaviano rapiscono una donna, la signora Renzi, ma Marco decide di chiamare la sorella e di liberarla. All’arrivo dei poliziotti la donna viene salvata ma Marco viene colpito dalla distanza  da Valerio Flaviano che scappa a bordo di una moto insieme al fratello.
- Altri interpreti: Angelo Campolo (Enrico), Maurilio Leto (Renzi), Viola Graziosi (signora Renzi), Sandra Franzo (dottoressa Di Matteo), Pino Quartullo (Klaus Vincenzi), Stefano Fregni (Bruno Casiraghi).
- Ascolti Italia: telespettatori 4 626 000 – share 17,62%[11][4]

## Fino a prova contraria
- Diretto da: Alessandro Capone
- Scritto da: Debora Alessi

### Trama
Anche se suo fratello Marco è morto, Elena non riesce a perdonarlo per l'omicidio di Irene. La squadra si occupa del caso di un chirurgo, il dottor Maffei, che è accusato di aver ucciso la moglie. L'uomo perde la testa e, dopo aver finto un malore, mentre sta per essere trasportato in ospedale, prima prende in ostaggio il figlio di Vittoria e poi Giuseppe. Alessandro, rivedendo l'immagine della telecamera della banca durante la prima rapina, scopre che non è stato Marco ad uccidere Irene, ma uno dei Fratelli Flaviano. La prova è il proiettile di Marco, ritrovato in un albero. Alessandro racconta tutto ad Elena.
- Altri interpreti: Luca Ward (dottor Maffei), Sandra Franzo (dottoressa Di Matteo), David Brandon (Kruger), Irma Carolina Di Monte (Adele).
- Ascolti Italia: telespettatori 4 850 000 – share 18,72%[12]

## Sorelle
- Diretto da: Alessandro Capone
- Scritto da: Andrea Leanza

### Trama
I Flaviano lasciano un indizio nella loro suite, tramite il quale Luca e i suoi uomini riescono a capire il fine ultimo della loro organizzazione criminale: comprare e rivendere coltan. Alessandro e Raffaele pedinano Gerace uscito dal carcere, che li conduce direttamente a Krueger, il mercante di coltan. Alessandro si intrufola nel suo yacht.
- Altri interpreti: Veronica Bruni (madre superiora), Majlinda Agaj (suor Maria), David Brandon (Kruger), Sandra Franzo (dottoressa Di Matteo), Danilo Nigrelli (Saverio Patrizi).
- Ascolti Italia: telespettatori 4 850 000 – share 18,72%[12][4]

## Il ladro di vite
- Diretto da: Alessandro Capone
- Scritto da: Luisa Cotta Ramosino

### Trama
Alessandro, dopo aver messo la cimice nella barca di Krueger, capisce che Gerace dà un appuntamento ai Flaviano il giorno dopo per un accordo riguardo all'affare del Coltan (minerale raro). Anna e Raffaele indagano sulla morte di un usuraio e scoprono che anche Veronica, la compagna di Parmesan, era in debito perché era in difficoltà con l'agenzia. Intanto gli agenti interrogano il portinaio il quale descrive l'ultima persona che è andata nell'appartamento della vittima: Antonio Parmesan. L'ex collega si difende dicendo di aver dato un pugno in faccia alla vittima, ma il magistrato lo mette in stato di fermo. Dopo accurate indagini, Antonio verrà scagionato. Successivamente, gli uomini del X Tuscolano si recano sul luogo dell'appuntamento tra Gerace e i Flaviano, ma arriva la notizia che il boss è stato ucciso insieme alle donne che erano in casa sua dai Flaviano.
- Altri interpreti: Sergio Graziani (Anselmo Filippi), Michele Annunziata (portinaio), Danilo Nigrelli (Saverio Patrizi), Gianna Paola Scaffidi (Veronica), David Brandon (Krueger), Sandra Franzo (dottoressa Di Matteo).
- Ascolti Italia: telespettatori 4 642 000 – share 17,16%[13]

## La signora del giovedì
- Diretto da: Alessandro Capone
- Scritto da: Andrea Nobile

### Trama
Continua la ricerca dei Flaviano e la squadra del X Tuscolano ha in mano un indizio importantissimo: un messaggio da decifrare dove avverrà lo scambio tra Krueger ed i Flaviano. Inoltre, s’indaga sull’omicidio di una donna soffocata da un sacchetto di plastica, il cui cadavere è stato scoperto dall’ex marito. Si scoprirà che la donna si è suicidata per fare incastrare l’amante, tale Ferroni, che era allenatore della squadra di calcio in cui giocava il figlio ed in quanto tale colpevole di aver permesso alla squadra di punire severamente il proprio figlio, portandolo al suicidio. In una cena tra Luca ed Anna, Luca ammette di essere innamorato della collega. Per un’aggressione ad una vigilessa, Vittoria e Giuseppe, arrestano il proprietario di un ristorante che l’ha aggredita con il benestare del collega della vigilessa. Finalmente Raffaele scopre che il messaggio da decifrare contiene delle coordinate geografiche che rimandano ad un deposito abbandonato. Dalle cimici si scopre che a Krueger (è lui che fa le veci di Gerace) che è arrivato il carico e i fratelli Flaviano si preparano per lo scambio. Si trovano sul luogo dello scambio anche i colleghi del X Tuscolano. Si ha uno scontro a fuoco in cui viene ferita Anna. I Flaviano riescono a fuggire, ma si dividono e sono circondati. Anche Anna, Raffaele, Luca, Alessandro ed Elena si dividono e vanno alla loro ricerca. Valerio riesce a scappare dopo aver sparato ad Anna che però si salva grazie al giubbotto antiproiettile. In un altro scontro a fuoco Luca uccide Giulio. Valerio riesce a fuggire rubando una macchina e uccidendo i due occupanti dell'auto, ma la squadra del X Tuscolano non si arrenderà e continuerà a cercarlo fin quando non l’avrà catturato.
- Altri interpreti: Giampiero Mancini (Ferroni), Barbara Rizzo (moglie di Ferroni), David Brandon (Krueger), Sandra Franzo (dottoressa Di Matteo), Irma Carolina Di Monte (Adele).
- Ascolti Italia: telespettatori 4 642 000 – share 18,94%[13]

## Gioco di coppia
- Diretto da: Alessandro Capone
- Scritto da: Dante Palladino

### Trama
Mentre gli uomini del X Tuscolano si preparano a festeggiare il matrimonio di Anna, devono risolvere un caso di stalking che vede vittima una giovane insegnante. Intanto a Perugia viene trovato un cadavere senza testa che sembra di Valerio Flaviano: il DNA conferma che si tratta di lui. Si pensa alla vendetta della camorra per la morte di Gerace. Anna decide di non sposarsi tra lo stupore generale di tutti in primis di Carlo.
- Altri interpreti: Veronika Logan (Rita Lovesi), Gianna Paola Scaffidi (Veronica), Giuliano Chiarello (prete), Irma Carolina Di Monte (Adele).
- Ascolti Italia: telespettatori 5 044 000 – share 19,21%[14]

## Si muore due volte
- Diretto da: Alessandro Capone
- Scritto da: Dante Palladino

### Trama
Il film tratto dal libro di Ugo è pronto. I nostri partecipano tutti all'anteprima tranne Elena, sparita senza dare spiegazioni. I colleghi si convincono che sia stata rapita. Ed è vero: Valerio Flaviano è vivo e ha organizzato la sua crudele vendetta. Ma Luca, Alessandro, Anna e Raffaele sono pronti alla resa dei conti. Alla fine Elena e Valerio si trovano nelle sponde di un lago fuori Roma e gli agenti una volta anche loro recati sul luogo della resa dei conti salvano l'Argenti dopo uno scontro a fuoco che ha visto Luca sparare a Valerio quando quest'ultimo stava per uccidere Berti. Luca viene ferito e portato via con l'elicottero per ulteriori accertamenti mentre Valerio una volta rinvenuto dal ferimento subito da Luca muore sotto i colpi della pistola di Alessandro compiendo così la sua vendetta personale nei confronti di chi ha ucciso Irene finendo senza vita nelle acque del lago. Nel cimitero dove sta sepolta Irene Alessandro ribadisce a Luca di andarsene in America consapevole di non avere più gli stimoli nel fare il poliziotto e consapevole di avere realizzato tutto il possibile per aver individuato i veri colpevoli della sua collega e compagna Irene Valli.
- Altri interpreti: Anna Longhi (Armanda), Gianna Paola Scaffidi (Veronica), Pino Quartullo (Klaus Vincenzi).
- Ascolti Italia: telespettatori 5 044 000 – share 19,21%[14][4]